# Morne aux Diables
Le morne aux Diables est un volcan de la Dominique. Il s'élève à 861 mètres d'altitude.

## Géographie
Le morne aux Diable est situé dans le nord de l'île, à une vingtaine de kilomètres au nord de la capitale, Roseau et à une dizaine de kilomètres au sud-est de Portsmouth.
Plusieurs cratères sont emboîtés, formant un dôme de lave de 90 mètres de haut et de 335 mètres de large, situés dans un grand cratère de 1,2 km de large. Cette chaîne de dômes de lave, dont deux forment une avancée sur le flanc sud-ouest, constituent une ceinture d'est en ouest sur le flanc sud du volcan[pas clair].

## Histoire éruptive
Aucune éruption n'est connue au volcan morne aux Diables dans l'histoire de l'île de la Dominique, bien que le volcan ait une apparence jeune. L'une de ses coulées de lave solidiée, sur le flanc nord-est du volcan, a été récemment datée d'au moins 46 000 ans. Une autre preuve de l'activité potentielle de ce volcan est la présence d'eau tiède (27 °C) et acides (pH 1,6), des sources riches en sulfates au sommet du volcan, ainsi que les sources chaudes dans les environs de Portsmouth et Toucari. Si le volcan semble endormi, plusieurs tremblements de terre en 1841 et 1893 ont été associés au morne aux Diables ou au morne Diablotins au sud. Sur le flanc sud, la zone d'un ancien cratère, située sur le mont Bellevue, contrefort du morne aux Diables, a été officieusement dénommé Cold Soufrière afin de le différencier de la Grande Soufrière située dans le Sud de l'île de la Dominique. Cette zone est située à environ 500 mètres d'altitude et est accessible par un chemin de terre qui relie les hameaux de Delaford sur le côté au vent à celui de Guillet sur le côté sous le vent de l'île.